# 쿵쇠르시

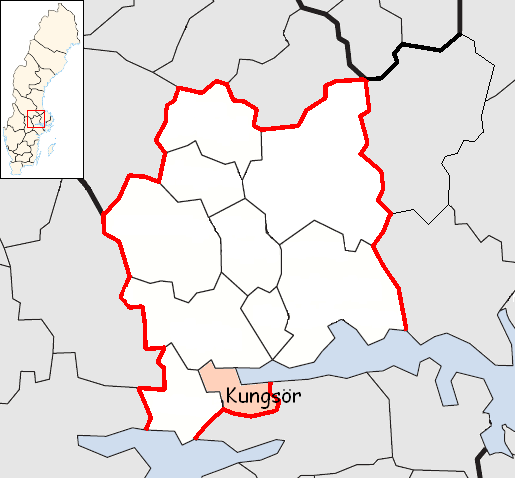
쿵쇠르 시의 위치

쿵쇠르시(스웨덴어: Kungsörs kommun)는 스웨덴 베스트만란드주에 위치한 지방 자치체로 행정 중심지는 쿵쇠르이며 면적은 227.13km2, 인구는 8,432명(2016년 12월 31일 기준), 인구 밀도는 37명/km2이다.

시 문장